# Rawle Alkins
Rawle Prince Alkins (Brooklyn, Nueva York, 29 de octubre de 1997) es un baloncestista estadounidense que pertenece a la plantilla del Hapoel Galil Elyon de la Ligat ha'Al israelí. Con 1,96 metros de estatura, juega en la posición de escolta.

## Trayectoria deportiva

### Universidad
Jugó dos temporadas con los Wildcats de la Universidad de Arizona, en las que promedió 11,8 puntos, 4,9 rebotes y 2,2 asistencias por partido. En 2017 fue incluido en el mejor quinteto freshman de la Pac-12 Conference.
El 27 de marzo de 2018 se declaró elegible para el Draft de la NBA, renunciando a los dos años universitarios que le quedaban.

#### Estadísticas
| Año     | Equipo  | PJ | PT | MPP  | %TC  | %3P  | %TL  | RPP | APP | ROB | TPP | PPP  |
| ------- | ------- | -- | -- | ---- | ---- | ---- | ---- | --- | --- | --- | --- | ---- |
| 2016–17 | Arizona | 37 | 36 | 28.0 | .463 | .370 | .733 | 4.9 | 2.1 | .9  | .5  | 10.9 |
| 2017–18 | Arizona | 23 | 21 | 31.4 | .432 | .359 | .724 | 4.8 | 2.5 | 1.3 | .7  | 13.1 |
| Total   | Total   | 60 | 57 | 29.3 | .450 | .365 | .729 | 4.9 | 2.2 | 1.0 | .6  | 11.8 |

### Profesional
Tras no ser elegido en el Draft de la NBA de 2018, disputó con los Toronto Raptors las Ligas de Verano de la NBA, en las que jugó seis partidos en los que promedió 9,0 puntos, 4,6 rebotes y 2,0 asistencias. El 25 de julio firmó un contrato dual con los Chicago Bulls y su filial en la G League, los Windy City Bulls.
El 12 de agosto de 2021, firma por el BC Dnipro Dnipropetrovsk de la liga de Superliga de baloncesto de Ucrania.
El 2 de septiembre de 2021, firma por el Gießen 46ers de la Basketball Bundesliga.
En la temporada 2021-22, firma por el MHP Riesen Ludwigsburg de la Basketball Bundesliga.
[actualizar]

## Estadísticas de su carrera en la NBA

### Temporada regular
| Año     | Equipo  | PJ | PT | MPP  | %TC  | %3P  | %TL  | RPP | APP | ROB | TPP | PPP |
| ------- | ------- | -- | -- | ---- | ---- | ---- | ---- | --- | --- | --- | --- | --- |
| 2018-19 | Chicago | 10 | 1  | 12.0 | .333 | .250 | .667 | 2.6 | 1.3 | .1  | .0  | 3.7 |
| Total   | Total   | 10 | 1  | 12.0 | .333 | .250 | .667 | 2.6 | 1.3 | .1  | .0  | 3.7 |